# Mercy Wanjiku Njoroge

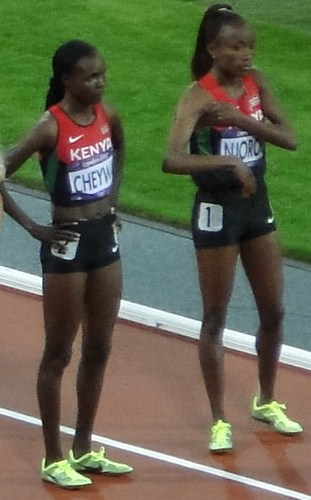
Mercy Wanjiku Njoroge (rechts) bei den Olympischen Spielen 2012

Mercy Wanjiku Njoroge (* 10. Juni 1986 im Nyandarua District) ist eine kenianische Langstreckenläuferin, die sich auf den Hindernislauf spezialisiert hat.

## Karriere
Seit 2004 erzielte Njoroge erste internationale Erfolge im Juniorenbereich. Bei den Leichtathletik-Juniorenweltmeisterschaften 2004 in Grosseto wurde sie Vierte im Hindernislauf. Dieselbe Platzierung erreichte sie im Juniorinnenrennen der Crosslauf-Weltmeisterschaften 2005 in Saint-Galmier, womit sie zum Sieg der kenianischen Mannschaft in der Nationenwertung beitrug. Ebenfalls 2005 wurde sie Juniorenafrikameisterin im 3000-Meter-Lauf und im Hindernislauf.
Im Erwachsenenbereich trat Njoroge erstmals bei den Crosslauf-Weltmeisterschaften 2006 in Fukuoka in Erscheinung, wo sie im Langstreckenrennen den zwölften Platz belegte und mit der Mannschaft den zweiten. Bei den Panafrikanischen Spielen 2007 in Algier und bei den Leichtathletik-Afrikameisterschaften 2008 in Addis Abeba wurde sie jeweils Fünfte im Hindernislauf. Zwei Jahre später verbesserte sie sich bei den Leichtathletik-Afrikameisterschaften in Nairobi um einen Platz. Ihre erste Einzelmedaille gewann sie schließlich kurze Zeit später bei den Commonwealth Games in Neu-Delhi.
Bei den Leichtathletik-Weltmeisterschaften 2011 in Daegu errang Njoroge nach Disqualifikation der gedopten Russin Julija Saripowa im Hindernislauf die Bronzemedaille, obwohl sie während des Finales einen Schuh verloren hatte.

## Bestleistungen
- 3000 m: 8:48,16 min, 30. August 2008, Rovereto
- 5000 m: 15:17,03 min, 15. Mai 2011, Shanghai
- Hindernislauf: 9:16,94 min, 6. Mai 2011, Doha